# Fudži (Šizuoka)

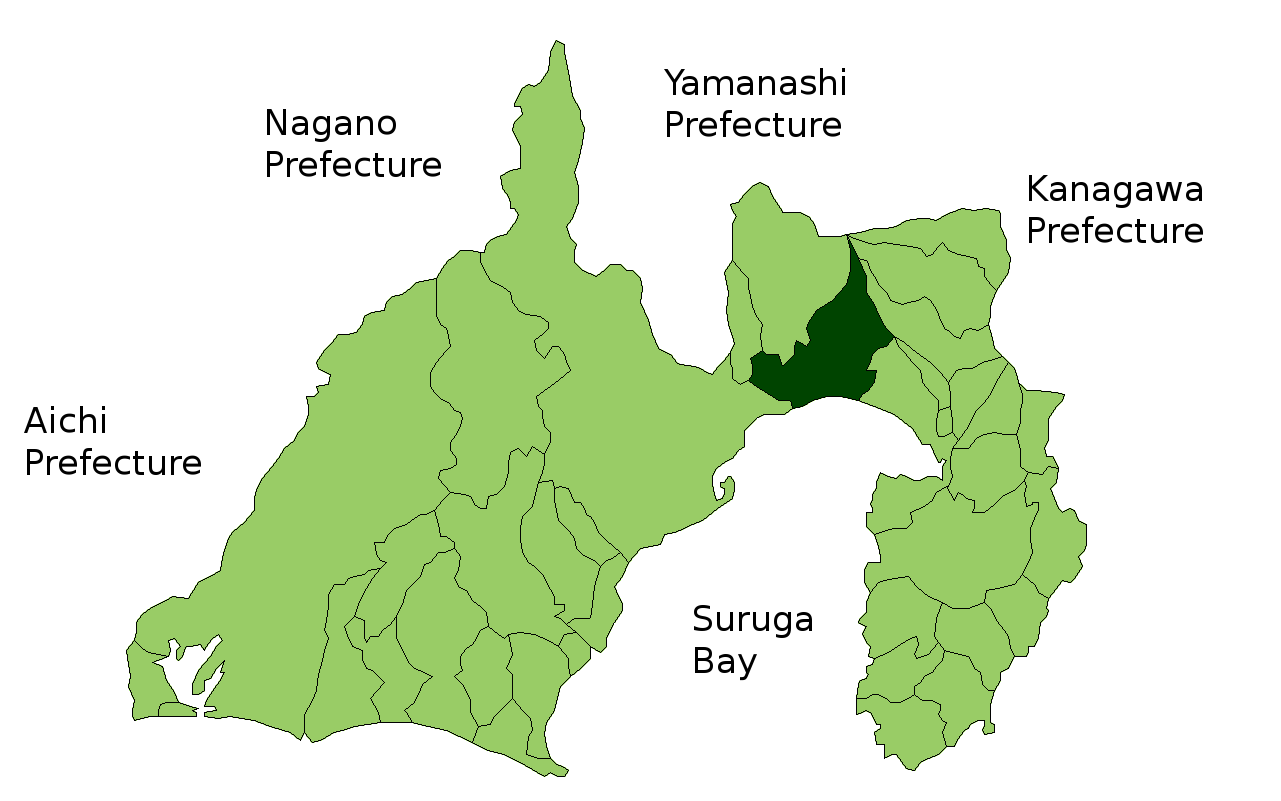
Poloha města Fudži na mapě prefektury Šizuoka

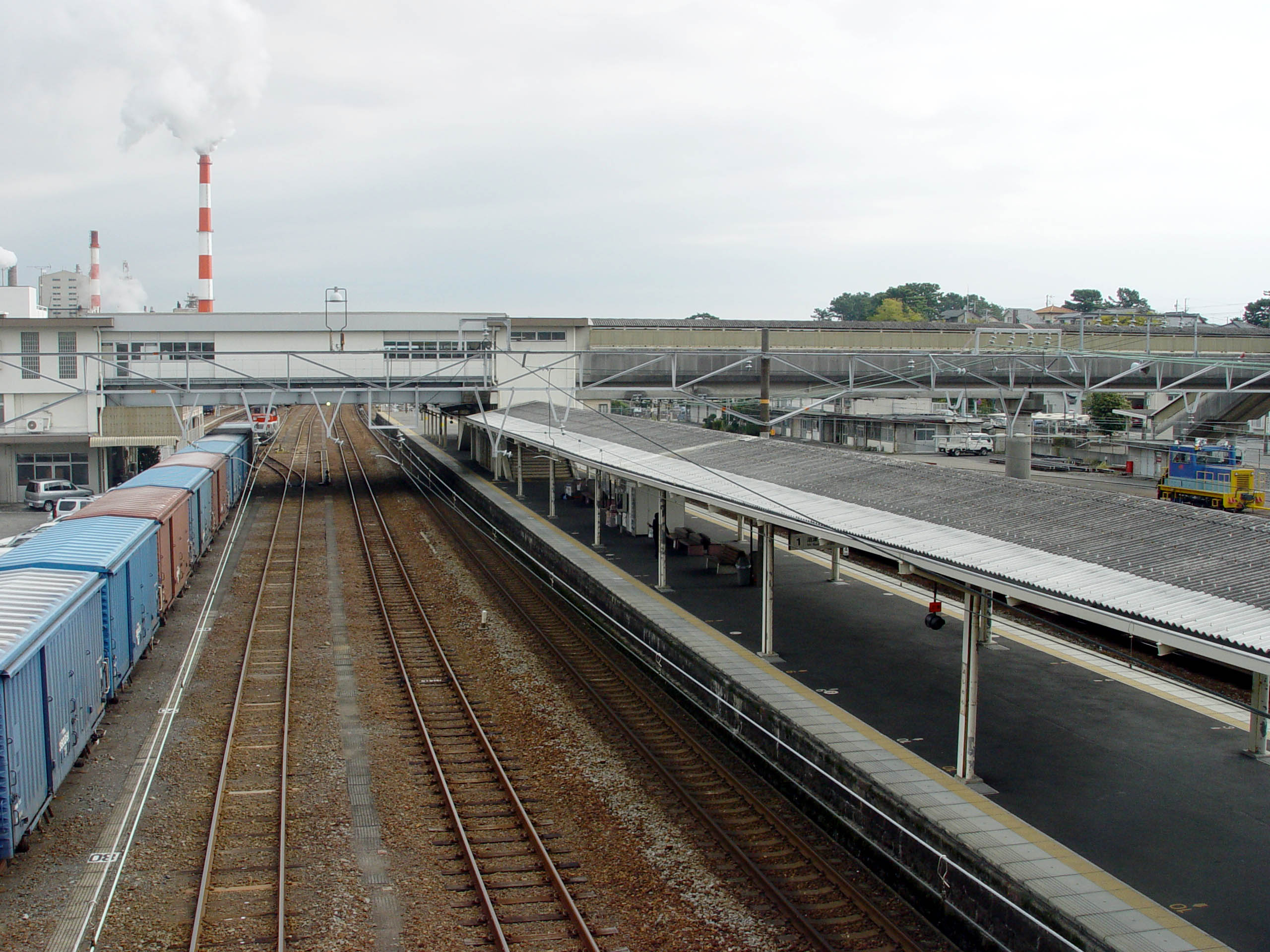
Stanice trati Tókaidó Jošiwara

Fudži (japonsky: 富士市; Fudži-ši) je město v prefektuře Šizuoka v Japonsku.
K 1. lednu 2008 mělo město 237 279 obyvatel, hustotu osídlení 1110 ob./km² a celkovou rozlohu 214,10 km².
Moderní město Fudži bylo založeno 1. listopadu 1966.